# Alsace (AOC)
Pour les articles homonymes, voir Alsace (homonymie).
L’alsace, ou vin d'Alsace, est un vin français d'appellation d'origine contrôlée produit sur tout le vignoble d'Alsace, dans les départements du Bas-Rhin et du Haut-Rhin.
Seules deux autres appellations viticoles existent en Alsace : l'alsace grand cru et le crémant d'Alsace. La troisième appellation, simplement « alsace », regroupe en son sein les neuf dénominations de cépage (tels que le pinot gris ou le riesling), ainsi que treize dénominations géographiques (côte-de-rouffach, klevener de Heiligenstein, etc.).

## Histoire
L'appellation est créée par l'ordonnance du 2 novembre 1945. Tandis que les autres vignobles français obtiennent progressivement des appellations d'origine contrôlée, inventées dès 1935, les vins alsaciens ont pris du retard avant d'obtenir la définition par décret comme AOC en 1962 en raison des particularités du droit local (application jusqu'en 1945 de la loi allemande du 7 avril 1909 sur les vins).
Le cahier des charges a été dernièrement modifié en octobre 2011, en septembre 2014, en juin 2016, en septembre 2019, en juin 2021, en août 2023, en novembre 2024 et en mai 2025 (introduction de nouveaux cépages).

### Étymologie

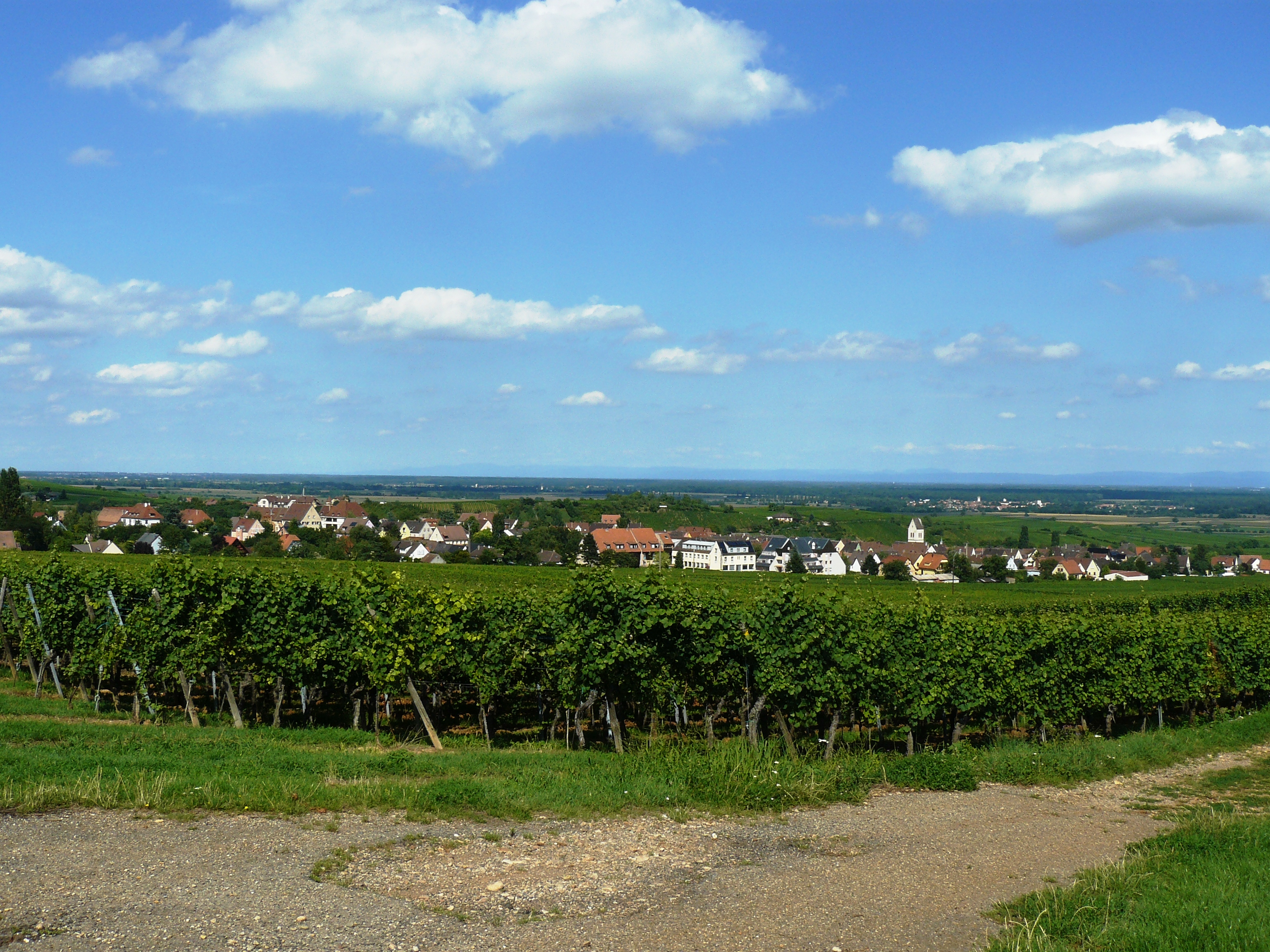
Vignes en plaine près de Mittelwihr (juillet 2009).

L'appellation étant régionale, elle porte simplement le nom de la région, dont la signification donne lieu à plusieurs théories étymologiques.
En alsacien, « Alsace » se dit Elsass anciennement écrit Elsaß : 
- El- vient de l'alémanique Ell qui signifie l'Ill, la principale rivière alsacienne qui traverse la région du sud au nord. La rivière prend sa source dans le Jura alsacien et se jette aujourd'hui dans le Rhin en aval de Strasbourg.
- Saß vient du verbe sitzen (se trouver, être assis).

Littéralement, Elsass signifierait donc « le lieu où se trouve l'Ill » soit le « Pays de l'Ill ».

## Situation géographique
L'appellation alsace est produite en France, dans la collectivité européenne d'Alsace, sur la presque totalité du vignoble d'Alsace.

### Géologie et orographie

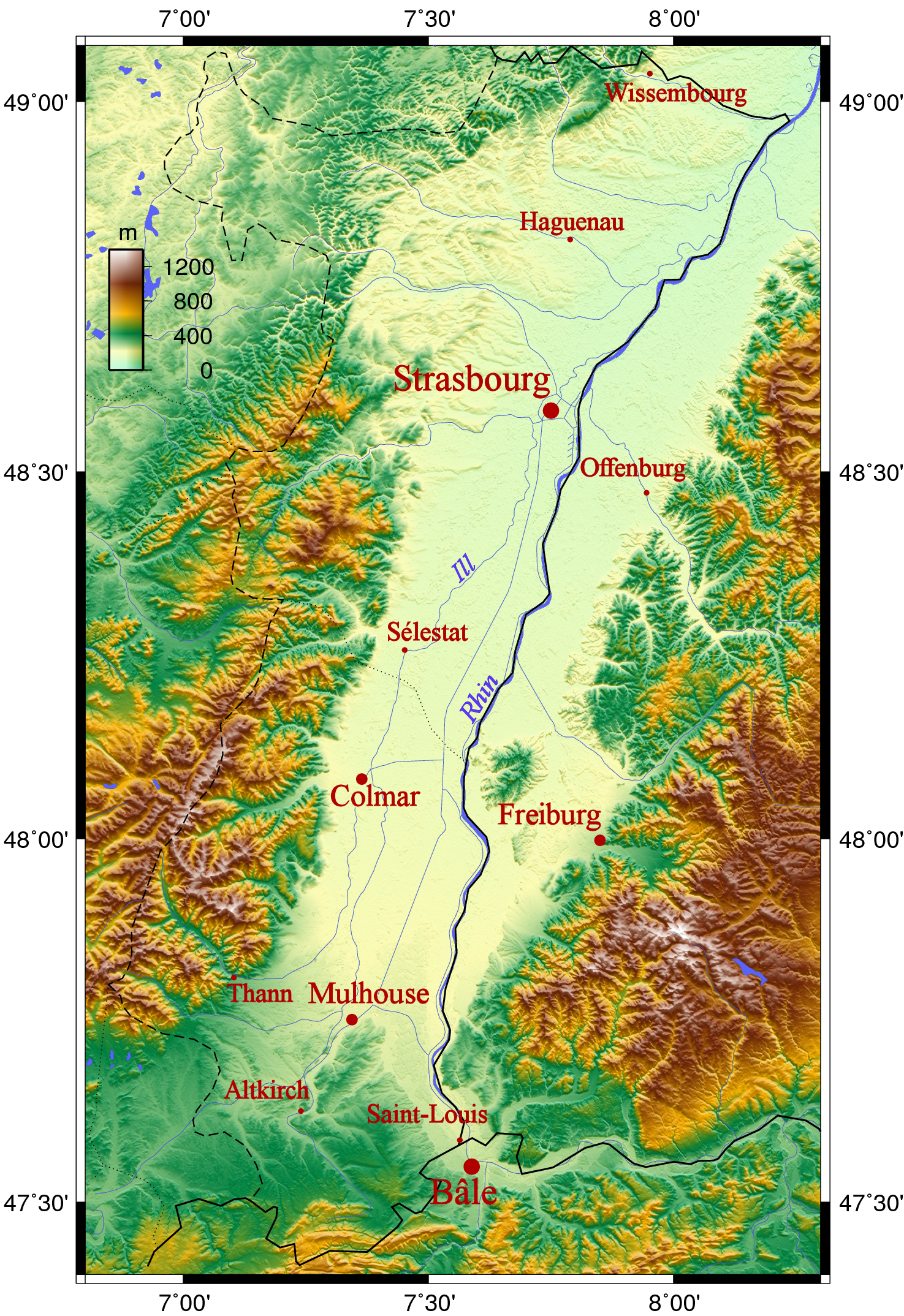
Carte du relief de l'Alsace.

La plaine d'Alsace occupe la partie sud du fossé rhénan, né d'un effondrement durant l'Oligocène et le Miocène (-33 à -5 millions d'années). Le vignoble est établi sur le piémont du massif des Vosges, sur la zone de fracture. Cette localisation explique la variété des sous-sols et leur succession en véritable mosaïque : calcaires, granites, schistes, gneiss ou grès.
Généralement, le haut des pentes des collines sous-vosgiennes est constitué des roches anciennes, plutoniques et métamorphiques tels que du granite, du gneiss ou de l'ardoise. Les parcelles de vignes y sont très pentues, montant jusqu'à 478 mètres d'altitude (à Osenbach). Le bas des coteaux est formé des couches de calcaires ou de marne recouvertes par du lœss, où le relief est moins accentué.
Enfin, la plaine est composée d'une épaisse couche d'alluvions déposées par le Rhin (limon et graviers), c'est une zone beaucoup plus fertile que les deux premières, avec une importante nappe phréatique à moins de cinq mètres de profondeur.

### Climatologie
À l'ouest, les Vosges protègent du vent et de la pluie la région de production des vins d'Alsace. Les vents d'ouest dominants perdent leur humidité sur le versant occidental des Vosges et parviennent sous forme de foehn, secs et chauds, dans la plaine d'Alsace. La quantité moyenne de précipitations est la plus faible de tous les vignobles français.
De ce fait, le climat est plus tempéré (avec une température annuelle moyenne plus haute de 1,5 °C) que ce qui serait attendu à cette latitude. Le climat est continental et sec avec des printemps chauds, des étés secs et ensoleillés, de longs automnes et des hivers froids.
La station météo de l'aéroport de Strasbourg-Entzheim (150 mètres) se trouve à l'extrémité nord de l'aire d'appellation, mais au bord du Rhin. Ses valeurs climatiques de 1961 à 1990 sont :
| Mois                              | jan. | fév. | mars | avril | mai  | juin | jui. | août | sep. | oct. | nov. | déc. | année |
| --------------------------------- | ---- | ---- | ---- | ----- | ---- | ---- | ---- | ---- | ---- | ---- | ---- | ---- | ----- |
| Température minimale moyenne (°C) | −1,7 | −0,9 | 1,6  | 4,6   | 8,6  | 11,7 | 13,4 | 13,1 | 10,3 | 6,5  | 2,1  | −0,7 | 5,7   |
| Température moyenne (°C)          | 0,9  | 2,5  | 6    | 9,6   | 13,8 | 17   | 19,1 | 18,6 | 15,5 | 10,6 | 5,2  | 1,9  | 10,1  |
| Température maximale moyenne (°C) | 3,5  | 5,8  | 10,4 | 14,6  | 19   | 22,2 | 24,7 | 24,2 | 20,8 | 14,7 | 8,2  | 4,5  | 14,4  |
| Précipitations (mm)               | 33,1 | 34,3 | 36,6 | 48    | 74,5 | 74,6 | 56,8 | 67,8 | 55,5 | 43   | 46,6 | 39,9 | 610,5 |

La station météo de la base de Colmar-Meyenheim (207 mètres) se trouve au milieu de l'aire d'appellation, mais en plaine. Ses valeurs climatiques de 1961 à 1990 sont :
| Mois                              | jan. | fév. | mars | avril | mai  | juin | jui. | août | sep. | oct. | nov. | déc. | année |
| --------------------------------- | ---- | ---- | ---- | ----- | ---- | ---- | ---- | ---- | ---- | ---- | ---- | ---- | ----- |
| Température minimale moyenne (°C) | −2,1 | −1,1 | 1,4  | 4,5   | 8,3  | 11,5 | 13,3 | 12,9 | 10,2 | 6,3  | 1,8  | −1   | 5,5   |
| Température moyenne (°C)          | 0,9  | 2,6  | 6,1  | 9,7   | 13,8 | 17,1 | 19,3 | 18,8 | 15,8 | 10,9 | 5,3  | 1,9  | 10,2  |
| Température maximale moyenne (°C) | 3,8  | 6,3  | 10,8 | 15    | 19,3 | 22,7 | 25,3 | 24,7 | 21,5 | 15,5 | 8,7  | 4,8  | 14,9  |
| Précipitations (mm)               | 35,5 | 32,2 | 37,7 | 46,7  | 67   | 67,2 | 59,3 | 63,3 | 46,7 | 37,9 | 47,7 | 40,2 | 581,4 |

La station météo de l'aéroport Bâle-Mulhouse (267 mètres) se trouve à l'extrémité sud de l'aire d'appellation, encore une fois en plaine. Ses valeurs climatiques de 1961 à 1990 sont :
| Mois                              | jan. | fév. | mars | avril | mai  | juin | jui. | août | sep. | oct. | nov. | déc. | année |
| --------------------------------- | ---- | ---- | ---- | ----- | ---- | ---- | ---- | ---- | ---- | ---- | ---- | ---- | ----- |
| Température minimale moyenne (°C) | −2,2 | −1,1 | 1,4  | 4,3   | 8,3  | 11,5 | 13,5 | 13,2 | 10,6 | 6,7  | 1,9  | −1,1 | 5,6   |
| Température moyenne (°C)          | 0,8  | 2,5  | 5,9  | 9,4   | 13,5 | 16,9 | 19,2 | 18,7 | 15,7 | 11,1 | 5,3  | 1,8  | 10,1  |
| Température maximale moyenne (°C) | 3,8  | 6,2  | 10,3 | 14,4  | 18,8 | 22,2 | 24,8 | 24,1 | 20,9 | 15,4 | 8,8  | 4,8  | 14,6  |
| Précipitations (mm)               | 53,9 | 50,5 | 49,5 | 58,5  | 76,3 | 73,6 | 62,9 | 79,9 | 54,7 | 49,2 | 58,1 | 54,5 | 721,7 |

## Vignoble

Carte de l'aire d'appellation et localisation des grands crus.

Selon les Douanes, la superficie revendiquée en 2023 sous l'appellation est de 10 485 hectares, dont 567 ha consacrés aux dénominations géographiques ou avec mention d'un lieu-dit.

### Présentation
La récolte des raisins, la vinification, l'élaboration et l'élevage des vins sont assurés sur le territoire des 119 communes suivantes :
- département du Bas-Rhin : Albé, Andlau, Avolsheim, Balbronn, Barr, Bergbieten, Bernardswiller, Bernardvillé, Bischoffsheim, Blienschwiller, Bœrsch, Bourgheim, Châtenois, Cleebourg, Dahlenheim, Dambach-la-Ville, Dangolsheim, Dieffenthal, Dorlisheim, Eichhoffen, Epfig, Ergersheim, Flexbourg, Furdenheim, Gertwiller, Gimbrett, Goxwiller, Heiligenstein, Itterswiller, Kienheim, Kintzheim, Kirchheim, Kuttolsheim, Marlenheim, Mittelbergheim, Molsheim, Mutzig, Nordheim, Nothalten, Oberhoffen-lès-Wissembourg, Obernai, Odratzheim, Orschwiller, Osthoffen, Ottrott, Reichsfeld, Riedseltz, Rosenwiller, Rosheim, Rott, Saint-Nabor, Saint-Pierre, Scharrachbergheim-Irmstett, Scherwiller, Soultz-les-Bains, Steinseltz, Stotzheim, Traenheim, Villé, Wangen, Westhoffen, Wissembourg, Wolxheim et Zellwiller ;

- département du Haut-Rhin : Ammerschwihr, Beblenheim, Bennwihr, Bergheim, Bergholtz, Bergholtzzell, Berrwiller, Buhl, Cernay, Colmar, Eguisheim, Gueberschwihr, Guebwiller, Hartmannswiller, Hattstatt, Herrlisheim-près-Colmar, Houssen, Hunawihr, Husseren-les-Châteaux, Ingersheim, Jungholtz, Katzenthal, Kaysersberg, Kientzheim, Leimbach, Mittelwihr, Niedermorschwihr, Obermorschwihr, Orschwihr, Osenbach, Pfaffenheim, Ribeauvillé, Riquewihr, Rodern, Rorschwihr, Rouffach, Saint-Hippolyte, Sigolsheim, Soultz-Haut-Rhin, Soultzmatt, Steinbach, Thann, Turckheim, Uffholtz, Vieux-Thann, Vœgtlinshoffen, Walbach, Wattwiller, Westhalten, Wettolsheim, Wihr-au-Val, Wintzenheim, Wuenheim, Zellenberg et Zimmerbach.

### Encépagement
Les 13 cépages cultivés habituellement en Alsace sont principalement ceux communs à toute la vallée du Rhin, avec le riesling B, le gewurztraminer Rs et le sylvaner B (ou Silvaner). S'y rajoutent :
- le pinot gris G (surnommé le « tokay d'Alsace » jusqu'en 2007, ou Grauburgunder), le pinot blanc B (appelé le klevner, ou clevner), le pinot noir N (appelé Spätburgunder) et le chardonnay B qui proviennent de Bourgogne ;
- plusieurs muscats (muscat blanc à petits grains B, muscat ottonel B et muscat rose à petits grains Rs) ;
- et plus marginalement le savagnin rose Rs (appelé klevener de Heiligenstein ou traminer), l'auxerrois B (qui vient de Lorraine) et le chasselas B ou Rs (appelé gutedel ou guetedel).

Sont qualifiés de « cépages nobles » le riesling, le gewurztraminer, le pinot gris et le muscat. Ils sont seuls à pouvoir bénéficier, le cas échéant, de l'appellation vendanges tardives.
Au titre de l'adaptation du vignoble (notamment aux changements climatiques), de nouveaux cépages (les « variété d'intérêt à fin d'adaptation ») sont autorisés depuis l'été 2025, sous conditions, pour produire de l'alsace. Se sont pour faire du vin blanc le voltis (de) B, l'opalor B, le selenor B (ces trois premiers développés par l'INRA, résistant au mildiou et à l'oïdium), le souvignier gris (de) G (créé en 1983 à Fribourg par croisement entre le seyval B et le zaehringer Rs), le johanniter B (autre croisement en 1968 à Fribourg), le chenin B et le vermentino B ; pour faire du vin rouge ou rosé, le coliris N (de l'INRA, lui aussi résistant aux maladies), le nebbiolo N et la syrah N.

### Dénominations de cépages

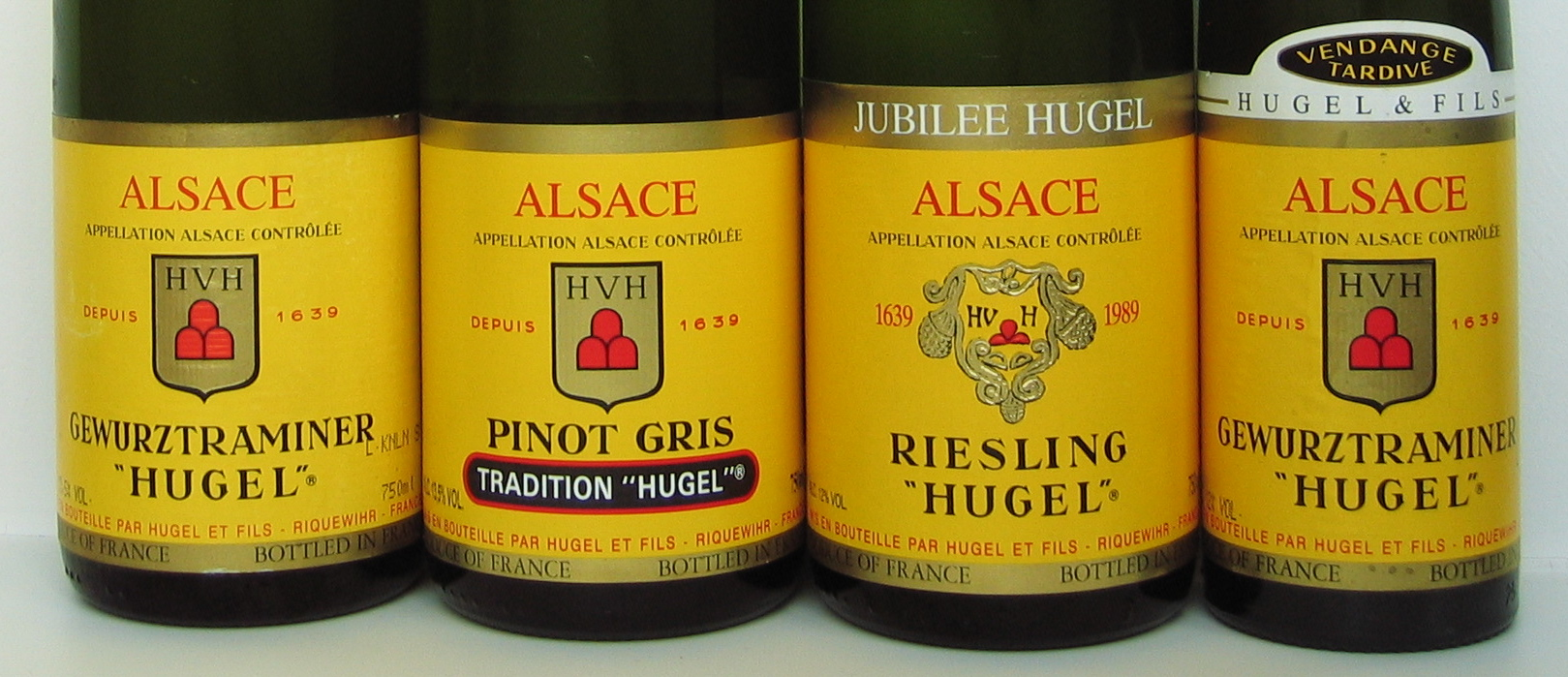
Exemples de dénominations : gewurztraminer, pinot gris et riesling.

Les alsaces avec la mention d'un cépage comme dénomination sur l'étiquette sont faits théoriquement à 100 % de ce cépage (ces vins sont alors appelés mono-cépages). Il s'agit des « dénominations de cépage », considérées par l'INAO comme des produits, sauf le klevener de Heiligenstein qui a le statut de dénomination géographique :
- auxerrois (fait avec de l'auxerrois B) ;
- chasselas ou gutedel (fait avec du chasselas blanc B ou rose Rs[4]) ;
- gewurztraminer (fait avec du gewurztraminer Rs) ;
- muscat (fait avec du muscat blanc à petits grains B, du muscat rose à petits grains Rs, ou du muscat ottonel B, leur assemblage étant admis) ;
- muscat ottonel (fait avec uniquement du muscat ottonel B) ;
- pinot blanc (fait avec de l'auxerrois B ou du pinot blanc B) ;
- le pinot ou klevner (fait avec de l'auxerrois B, du pinot blanc B, du pinot noir N vinifié en blanc ou du pinot gris G, leur assemblage étant admis) ;
- pinot gris (fait avec du pinot gris G) ;
- pinot noir (fait avec du pinot noir N) ;
- riesling (fait avec du riesling B) ;
- sylvaner (fait avec du sylvaner B) ;
- edelzwicker est un assemblage de cépages (souvent d'entrée de gamme, avec éventuellement des cépages nobles).

Dans les cas du gewurztraminer, du muscat, du pinot gris et du riesling, considérés comme cépages nobles, il existe des mentions correspondant à des vins moelleux voire liquoreux : les « vendanges tardives » et les « sélections de grains nobles ».
Le gentil était un assemblage de vins blancs d'Alsace, contenant 50 % minimum de cépages nobles ; il n'est plus reconnu par le cahier des charges de l'appellation.

### Dénominations géographiques
Après une procédure de demande de modification du cahier des charges de l'appellation alsace lancée le 21 octobre 2010, comprenant notamment la demande de reconnaissance de plusieurs dénominations géographiques, le nouveau cahier des charges d'octobre 2011 autorise la mention juste après le nom de l'appellation d'une des onze dénominations géographiques complémentaires, qualifiées de « sous-régionales, communales ou locales » :
- blienschwiller (blancs issus du sylvaner, sur la commune de Blienschwiller) ;
- côtes-de-barr (blancs issus du sylvaner, sur la commune de Barr) ;
- côte-de-rouffach (blancs issus du gewurztraminer, du pinot gris et du riesling, rouges issus du pinot noir, sur les communes de Pfaffenheim, Rouffach et Westhalten) ;
- klevener de Heiligenstein (blancs issus du savagnin rose, sur les communes de Bourgheim, Gertwiller, Goxwiller, Heiligenstein et Obernai)[28] ;
- ottrott (rouges issus du pinot noir, sur les communes d'Ottrott et d'Obernai) ;
- rodern (rouges issus du pinot noir, sur les communes de Rodern et de Saint-Hippolyte) ;
- saint-hippolyte (rouges issus du pinot noir, sur la commune de Saint-Hippolyte) ;
- Scherwiller (blancs issus du riesling, sur la commune de Scherwiller) ;
- val-saint-grégoire (blancs issus de l'auxerrois, du pinot blanc et du pinot gris, sur les communes de Turckheim, Zimmerbach, Walbach et Wihr-au-Val) ;
- vallée noble (blancs issus du gewurztraminer, du pinot gris et du riesling, sur les communes de Westhalten et Soultzmatt) ;
- et wolxheim (blancs issus du riesling, sur les communes de Wolxheim et de Dahlenheim).

Deux nouvelles dénominations sont rajoutées en septembre 2014 :
- bergheim (Bergheim et Ribeauvillé) en gewurztraminer ;
- et coteaux-du-haut-koenigsbourg (Châtenois, Kintzheim, Orschwiller et Saint-Hippolyte) en riesling et gewurztraminer[29].

Depuis 2011, il est aussi possible de compléter le nom de l'appellation par le nom d'un lieu-dit, avec des conditions de production spécifiques (un peu comme pour les climats bourguignons). Quelques producteurs défendent l'idée d'en faire des candidats au rang de « premiers crus », mais cela reste en négociations depuis plusieurs années. Il n'y a pas de liste officielle de ces lieux-dits (l'essentiel figure sur les cartes cadastrales) ; depuis 2020, l'Association des jeunes vignerons indépendants d'Alsace propose sur son site une carte localisant 274 lieux-dits, dont 152 dans le Haut-Rhin et 122 dans le Bas-Rhin.

### Rendements
La limite de rendement de l'appellation était de cent hectolitres par hectare en 1945, tous cépages confondus, auquel se rajoute à partir de 1974 un plafond limite de classement (PLC, volume de réserve fixé annuellement par l'INAO) de +20 % (soit un rendement plafond de 120 hectolitres par hectare).
Depuis les années 1990, le rendement annuel à l'hectare autorisé dans l'appellation est passé à 80 hectolitres par hectare, avec un plafond de +10 % (soit un rendement plafond de 88 hectolitres par hectare), avec des rendements butoirs par cépage (par exemple 75 hectolitres par hectare pour le pinot noir depuis 1999).
En 2009, les rendements autorisés dans l'appellation étaient de 80 hectolitres par hectare pour les blancs, 75 pour les rosés et 60 pour les rouges, sans plafond limite de classement.
Le rendement réellement pratiqué en 2009 est en moyenne de 74,1 hectolitres par hectare.
Ce rendement est supérieur à ceux pratiqués dans les autres vignobles français, où la moyenne pour l'ensemble des AOC est d'environ 50 hectolitres par hectare en 2009.

## Vins
La production déclarée en 2023 a été d'un total de 679 277 hectolitres (un hectolitre = 100 litres = 133 bouteilles de 75 cl), dont 602 549 hl de blanc, 62 988 hl de rosé et 13 740 hl de rouge. Sont compris les 26 215 hl (21 253 hl en blanc et 4 962 hl en rouge) produits sous les dénominations géographiques ou avec le nom d'un lieu-dit, dont :
- 28 hl de blienschwiller ;
- 271 hl de coteaux-du-haut-koenigsbourg ;
- 549 hl de côte-de-rouffach (420 de blanc et 129 de rouge) ;
- 2 786 hl de klevener de Heiligenstein ;
- 1 485 hl d'ottrott (rouge) ;
- 189 hl de rodern (rouge) ;
- 609 hl de saint-hippolyte (rouge) ;
- 172 hl de vallée-noble ;
- 116 hl de wolxheim ;
- 17 460 hl d'alsace suivi du nom d'un des différents lieux-dits.

Les dénominations bergheim, côtes-de-barr, scherwiller et val-saint-grégoire n'ont encore qu'une production anecdotique.

### Vendanges
Le début des vendanges est régi par la publication préfectorale du ban des vendanges. Les premières parcelles récoltées sont celles destinées à donner le raisin pour le crémant d'Alsace. En effet, ils nécessite une acidité importante gage de fraîcheur pour le futur vin. 
En raison d'accès difficile en terrain pentu pour la machine à vendanger mais aussi pour des raisons qualitatives, la majorité du vignoble est vendangé manuellement.

### Vinification et élevage

#### En blanc
À l'arrivée au chai, le raisin est foulé et pressé pour séparer le moût du marc de raisin. Les pressoirs pneumatiques remplacent progressivement les pressoirs horizontaux à plateau. Le moût est mis en cuve en stabulation pour le dépôt des bourbes. Le soutirage du jus clair est le débourbage. Les bourbes peuvent être filtrées pour donner aussi un bon vin.
La fermentation alcoolique débute sous l'action de levures indigènes ou de levures sélectionnées introduites lors du levurage. Cette opération transforme le sucre du raisin en éthanol. La maîtrise de la température de fermentation par un système de réfrigération permet d'exprimer le potentiel aromatique du produit. 
La fermentation achevée, le vin est soutiré afin d'éliminer les lies. La fermentation malolactique n'est généralement pas réalisée, bloquée par un sulfitage du vin. Ce dernier peut être stocké en cuve pour le préparer à l'embouteillage ou élevé en barrique ou foudres de bois de chêne.
Le vin est soutiré, filtré et stabilisé avant le conditionnement exclusivement en bouteilles,.

#### En rosé et en rouge
La coloration du moût nécessite une macération du grain de raisin dans le jus ; en effet, le pinot noir N est un cépage rouge à jus blanc. Seule la pellicule comporte les anthocyanes colorantes.
Dans le cas du vin rosé, la macération ne dure que quelques heures. Elle est interrompue dès que la couleur désirée est atteinte. La suite de la vinification se fait de la même manière que pour la vinification en blanc.
Dans le cas du vin rouge, la macération dure le temps de la fermentation alcoolique. Outre la couleur, elle permet de solubiliser les tanins. Le pressurage intervient à ce moment-là pour séparer le vin du marc de raisin. Le vin subit alors la fermentation malolactique. Elle transforme l'acide malique à deux groupes carboxyle, en acide lactique qui n'en comporte qu'un. L'opération conduit à une désacidification naturelle du vin ; elle arrondit le vin, le rend plus souple et moins âpre.

### Titres alcoométriques
Les raisins vendangés doivent avoir les titres alcoométriques naturels minimaux suivants :
- 9,5 % vol. d'alcool potentiel pour le sylvaner, le muscat et l'edelzwicker ;
- 10 % vol. d'alcool potentiel pour le riesling et le pinot ;
- 11 % vol. d'alcool potentiel pour le pinot noir et le klevener de Heiligenstein ;
- 11,5 % vol. d'alcool potentiel pour le pinot gris et le gewurztraminer[32].

### Gastronomie
En plus d'une dégustation à l'apéritif, les alsaces s'accordent classiquement avec la cuisine alsacienne.
Quant à la question du potentiel de vieillissement de ces vins, une seule petite anecdote : le dimanche 13 septembre 1868, lors du banquet des félibres provençaux qui recevaient, à Saint-Rémy-de-Provence, leurs collègues, Frédéric Mistral et Victor Balaguer eurent la surprise de se voir offrir, sous forme de toast, par le baron Brisse, une bouteille de vin d’Alsace de la récolte de 1472, qui lui avait été donnée par le directeur des Hospices de Strasbourg.

## Économie

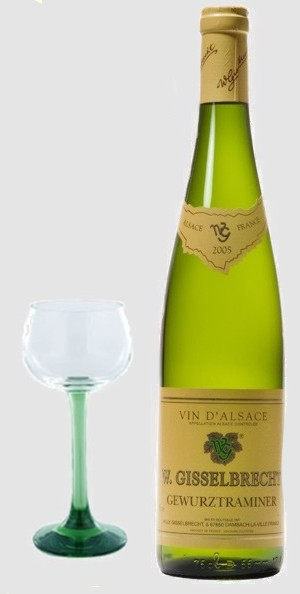
Flûte d'Alsace et verre à vin d'Alsace : ici un alsace gewurztraminer de 2005, d'un producteur de Dambach-la-Ville.

L'appellation alsace représente 74 % de la production viticole totale de la région en 2010 (21 % pour l'appellation crémant d'Alsace et 4 % pour l'appellation alsace grand cru).

### Bouteilles
Les vins d'Alsace ont la particularité de devoir être mis en bouteille uniquement dans des flûtes, bouteilles du type « à vin du Rhin » de 75 centilitres, règlementées par des décrets.
Quelques vins ont droit en plus à la flûte de 100 centilitres, notamment les vins sans indication de cépage.

### Structure des exploitations
En 2005, il y avait 5 029 opérateurs sur l'appellation, dont 4 937 viticulteurs et 1 022 vinificateurs (930 caves particulières, 19 coopératives et 73 négociants).